# Алисовская волость (Курский уезд)
Али́совская во́лость — административно-территориальная единица, существовавшая в составе укрупнённого Курского уезда Курской губернии в 1924—1928 годах.
Административным центром была деревня Алисово.

## История
23 мая 1924 года Фатежский уезд был упразднён. На его территории были сформированы Алисовская, Нижнереутская и Фатежская волости, вошедшие в состав Курского уезда. В состав Алисовской волости вошли территории бывших Дмитриевской и Сдобниковской волостей: 25 сельсоветов, включавшие 80 населённых пунктов. По состоянию на 1926 год в составе волости было 19 сельсоветов, 66 населённых пунктов. 28 июня 1928 года волость была упразднена в связи с переходом на районное деление. Сельсоветы волости вошли в состав новообразованного Фатежского района.

## Сельсоветы
Всего 25 сельсоветов (список неполный):
| №  | Сельсовет          | Административный центр |
| -- | ------------------ | ---------------------- |
| 1  | Алисовский         | с. Алисово-Покровское  |
| 2  | Алябьевский        | д. Алябьево            |
| 3  | Богдановский       | д. Богдановка          |
| 4  | Большеагарковский  |                        |
| 5  | Кореневский        | д. Кореневка           |
| 6  | Кромской           | д. Кромская            |
| 7  | Лотаревский        | д. Лотаревка           |
| 8  | Любимовский        | д. Любимовка           |
| 9  | Мармыжанский       | д. Мармыжи             |
| 10 | Новосдобниковский  | с. Новое Сдобниково    |
| 11 | Радубежский        | с. Радубеж             |
| 12 | Соколовский        |                        |
| 13 | Соломинский        | д. Соломино            |
| 14 | Старосдобниковский | п. Старое Сдобниково   |
| 15 | Хлынинский         | д. Хлынино             |
| 16 | Ширковский         | д. Ширково             |
| 17 | Шуклинский         | с. Шуклино             |